# Phenylmagnesiumbromid
Phenylmagnesiumbromid ist eine chemische Verbindung aus der Gruppe der Benzolderivate und metallorganischen Verbindungen. Als Grignard-Reagenz ist es gewöhnlich nur als Lösungsmitteladdukt mit zwei Äquivalenten eines Ethers stabil.

## Gewinnung und Darstellung
Zur Gewinnung von Phenylmagnesiumbromid wird Brombenzol langsam zu Magnesiumspänen in trockenem Ether zugegeben. Sobald die Reaktion erfolgreich gestartet ist, färbt sich der Ether grau-violett und die Lösung erwärmt sich bei schnellerer Zugabe des Aromaten bis zum Sieden. Durch die stets vorhandene Oxidschicht auf dem Magnesium kann die Reaktion stark gehemmt sein, deswegen wird es oft zuvor durch Zugabe einiger Iodkristalle angeätzt.
Phenylmagnesiumbromid wird, wie alle Grignard-Reagenzien, im Normalfall nicht isoliert, sondern in Lösung weiterverwendet.
Durch ihre hohe Reaktivität ist es erforderlich, dass beim Arbeiten mit Phenylmagnesiumbromid-Lösungen auf einen strikten Wasserausschluss – durch Verwendung eines Trockenrohres und zuvor chemische getrockneter („ketylierten“) Lösungsmittel – geachtet wird, da sich andernfalls Benzol und im Ether ausfallendes Magnesiumhydroxid bilden. Phenylmagnesiumbromid wird meist in situ generiert und aufgrund seiner Empfindlichkeit gegen (Luft-)Feuchtigkeit und – wegen der Unbeständigkeit gegen Säuren – in der Luft enthaltenes Kohlenstoffdioxid nicht lange gelagert. Wie bei allen aromatischen Grignard-Verbindungen ist als Lösungsmittel Tetrahydrofuran (THF) dem Diethylether aufgrund seiner besseren Stabilisierung und damit ermöglichter Reaktivität vorzuziehen.

## Eigenschaften
Phenylmagnesiumbromid ist, als ein sogenanntes Grignard-Reagenz, eine wichtige Chemikalie in der organischen Chemie, zugleich eine starke Base und wird bei Grignard-Reaktionen eingesetzt, um neue Kohlenstoff-Kohlenstoff-Einfachbindungen zu knüpfen.

In Lösung ist Phenylmagnesiumbromid durch zwei zusätzlich am Magnesium koordinierte Ethermoleküle R-O-R stabilisiert. (R = Alkylrest)

Üblicherweise wird es nicht als freie Substanz isoliert, sondern nur als Lösung eingesetzt. Die Stabilität der Lösungen von Grignard-Verbindungen beruht auf der koordinativen Bindung der freien Elektronenpaare des im Ether enthaltenen Sauerstoffatoms. Da die Butylengruppe beim THF durch dessen ringförmige Struktur „fixiert“ (sterisch gehemmt) und nicht wie die Ethylgruppen beim Diethylether frei beweglich sind, erklärt sich bei der Darstellung sterisch anspruchsvoller Grignard-Verbindungen, wie zum Beispiel (substituierten) Phenyl- oder Benzylhalogeniden, die höhere Stabilität des Komplexes in THF, was analog für andere intramolekulare Ether wie 1,4-Dioxan gilt und mit dem Schlenk-Gleichgewicht erklärt werden kann.
Das technische Produkt für Laborzwecke wird meist als ein-, zwei- oder dreimolare Lösung in Tetrahydrofuran oder Diethylether vertrieben; aufgrund der niedrigen Siedetemperatur des Diethylethers werden allerdings die THF-basierenden Lösungen bevorzugt, um eine größere Flexibilität im Bereich der Reaktionstemperatur zu ermöglichen.